# Biserica reformată din Orman

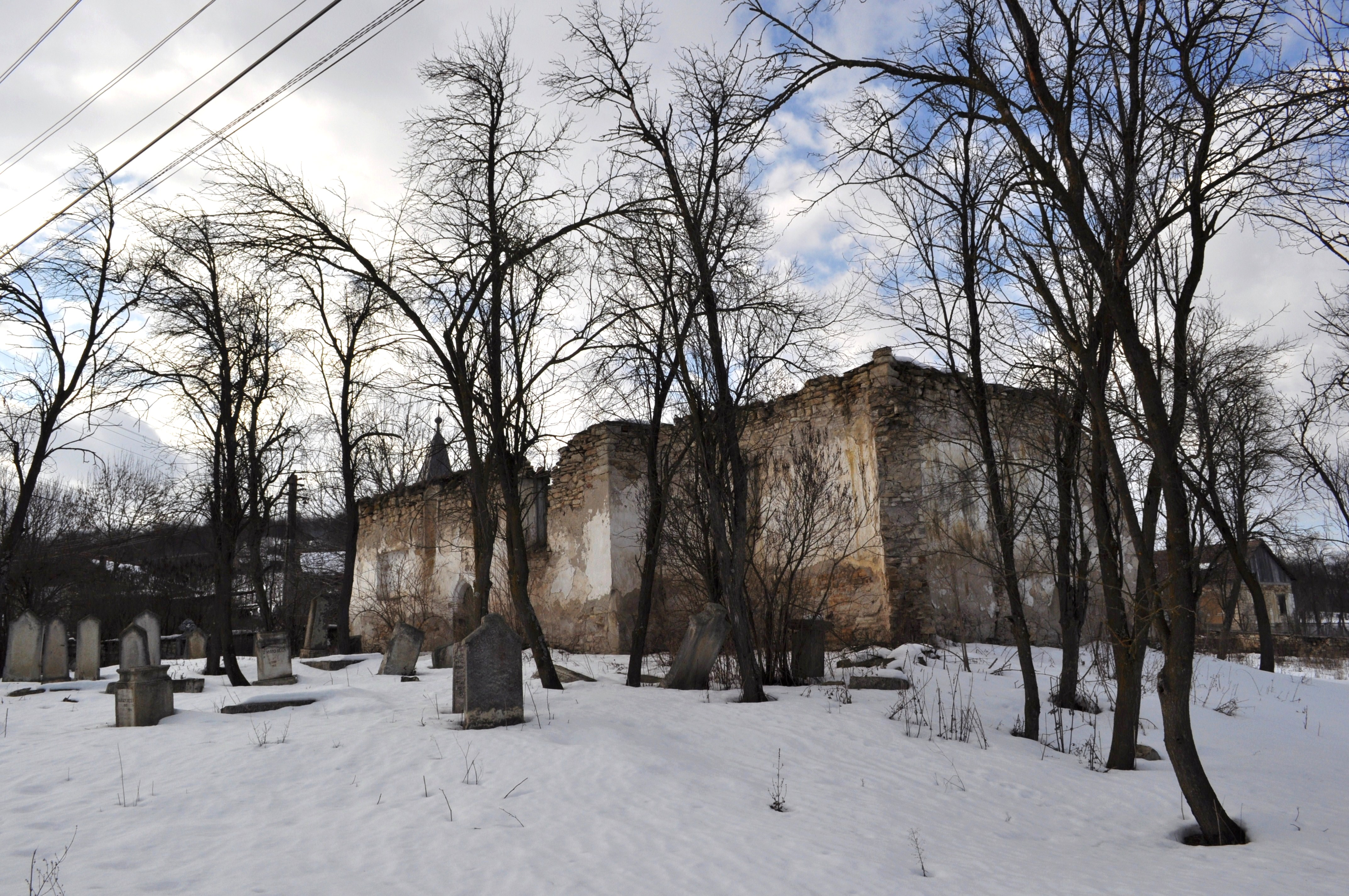
Biserica reformată din Orman, comuna Iclod, județul Cluj, foto: februarie, 2012.

Biserica reformată din Orman, comuna Iclod, județul Cluj, datează din secolul al XIII-lea. Biserica se află pe noua listă a monumentelor istorice sub codul LMI:  CJ-II-a-B-07729.

## Localitatea
Orman (în maghiară Ormány) este un sat în comuna Iclod din județul Cluj, Transilvania, România. Prima mențiune documentară este din anul 1292, cu denumirea Urlman.

## Istoric și trăsături
În anul 1333 exista biserică parohială, preotul său, András, fiind menționat în registrul dijmelor papale. Biserica a fost edificată în secolul al XIII-lea în stil gotic timpuriu. Sanctuarul său, cu închidere dreaptă, amintește de stilul bisericilor romanice construite în această zonă, Populația catolică medievală a fost reformată în timpul Reformei, împreună cu biserica. O clopotniță din lemn a fost adăugată în secolul al XVIII-lea. Unul dintre clopote a fost realizat în 1697, conform inscripției „Pávai Ihnok cast-Ormány 1697”. A fost renovată în 1870.

## Imagini

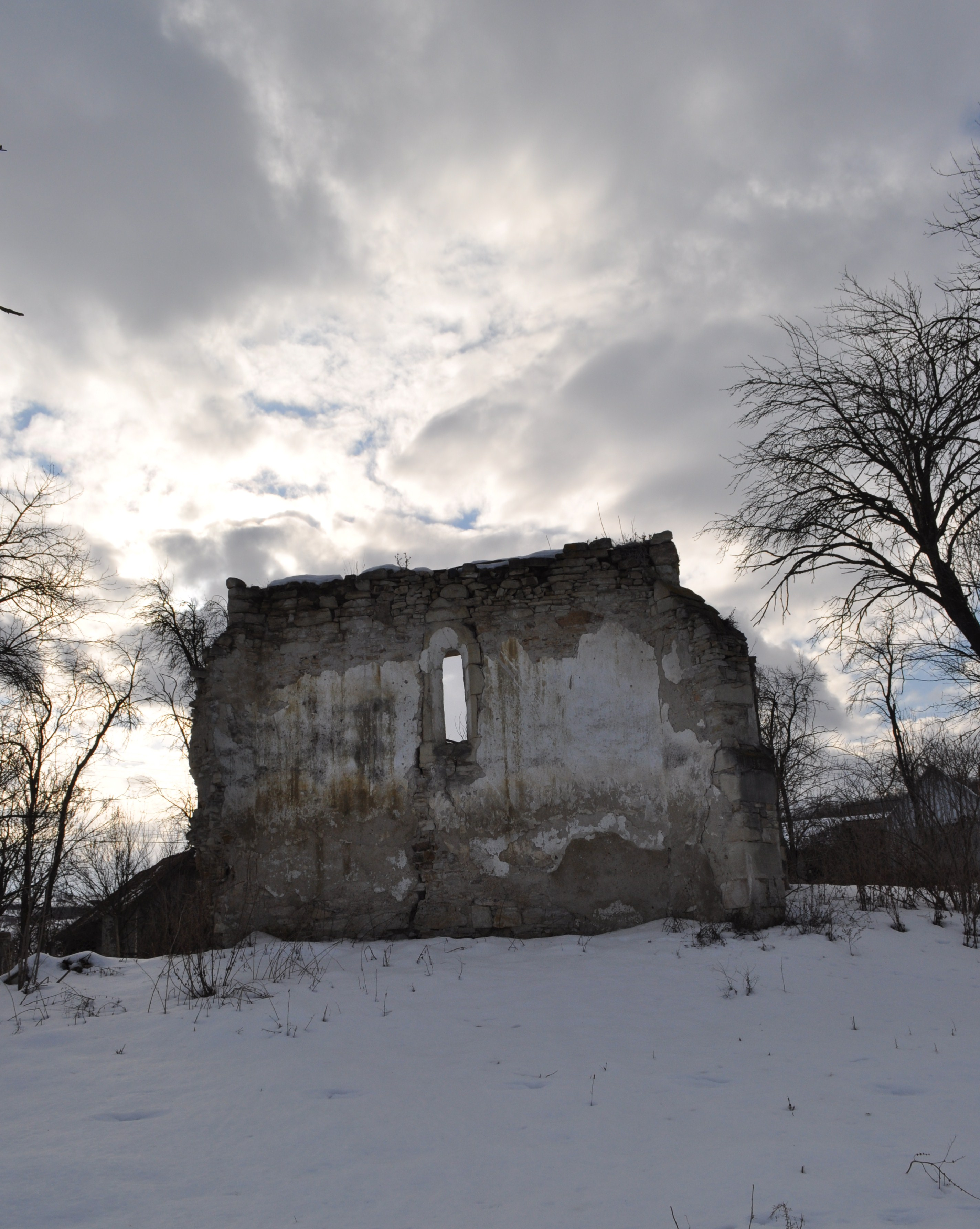
Biserica reformată din Orman
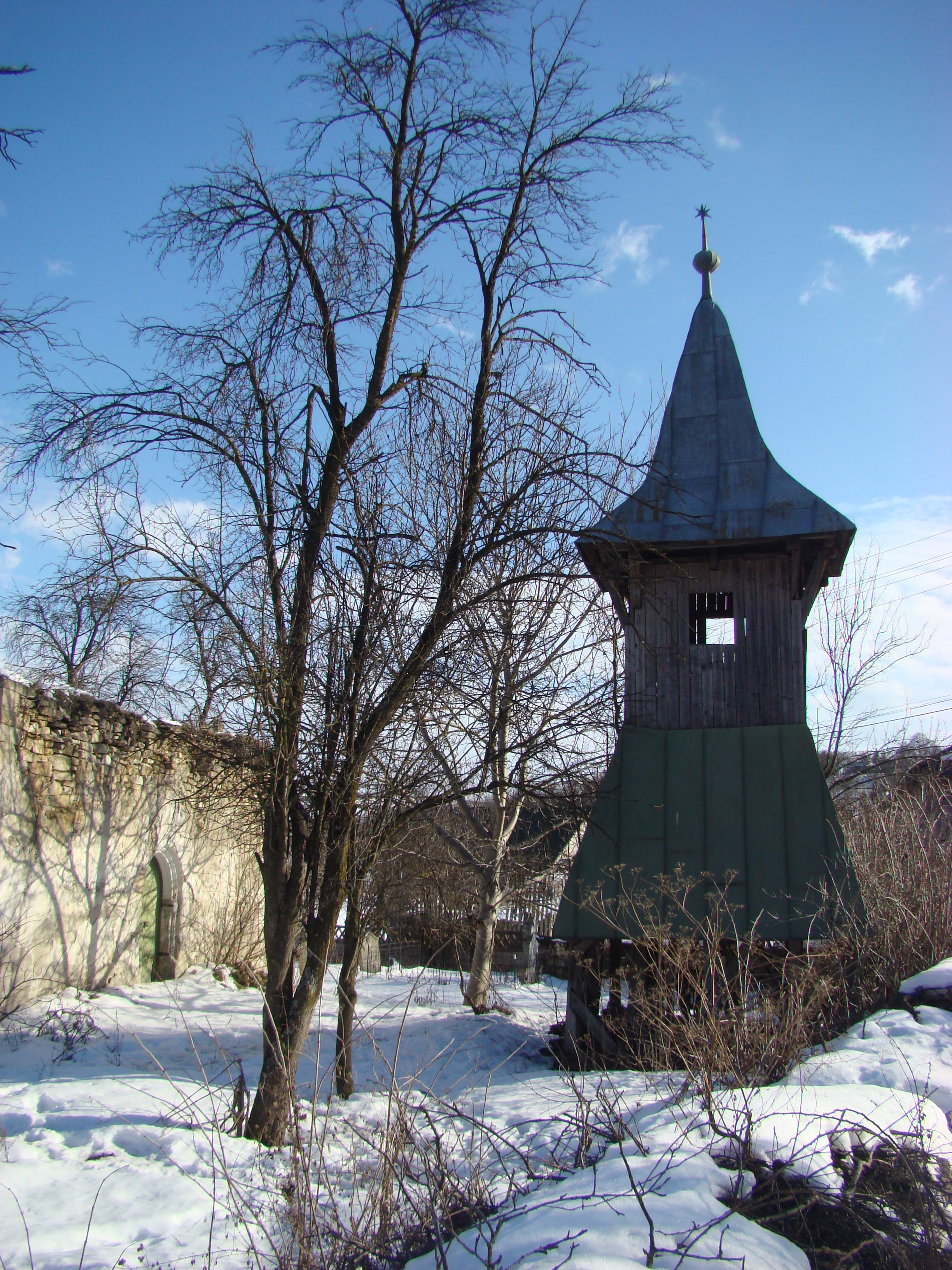
Clopotnița bisericii reformate din Orman
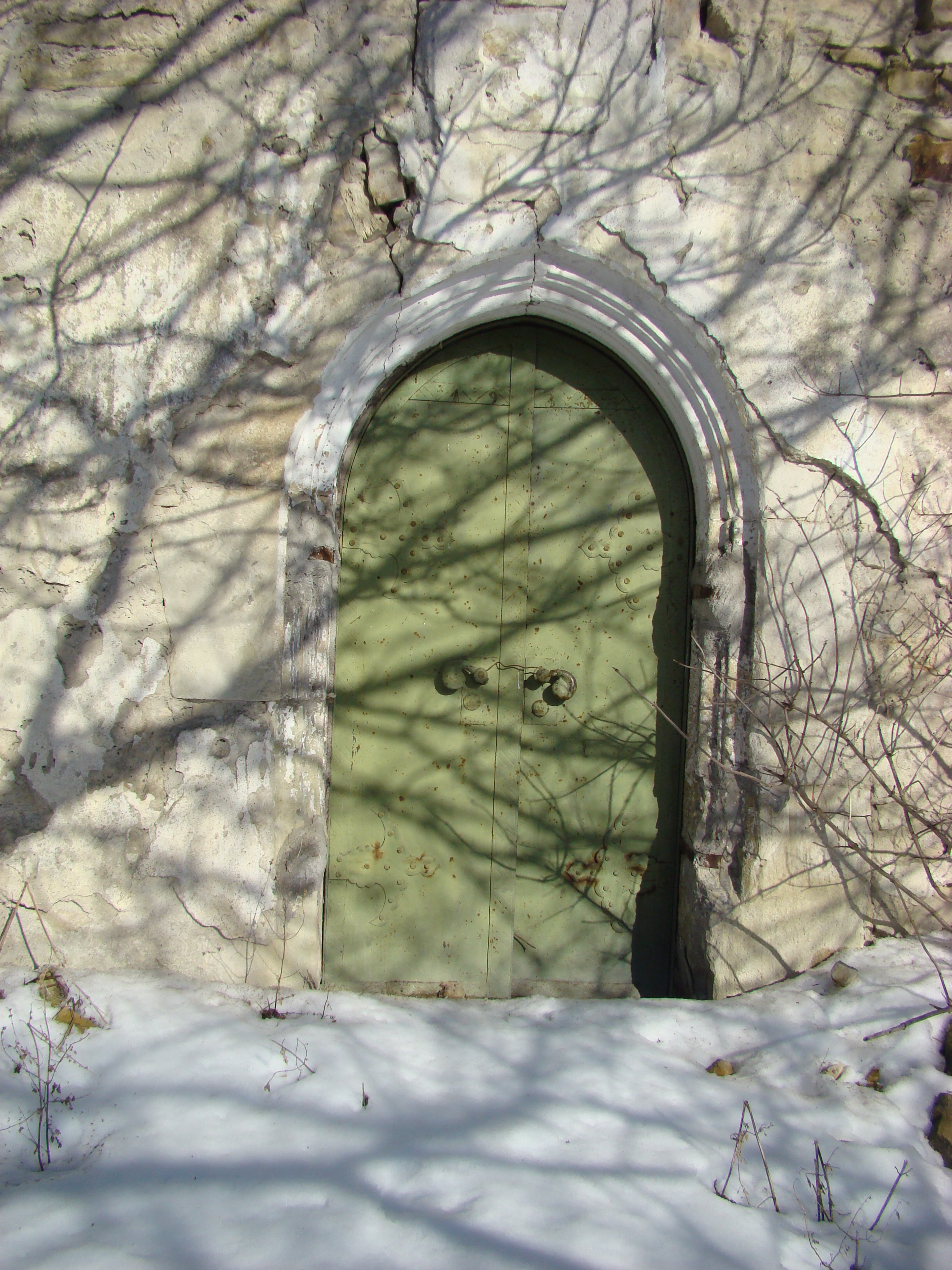
Vechiul portal gotic de la intrare
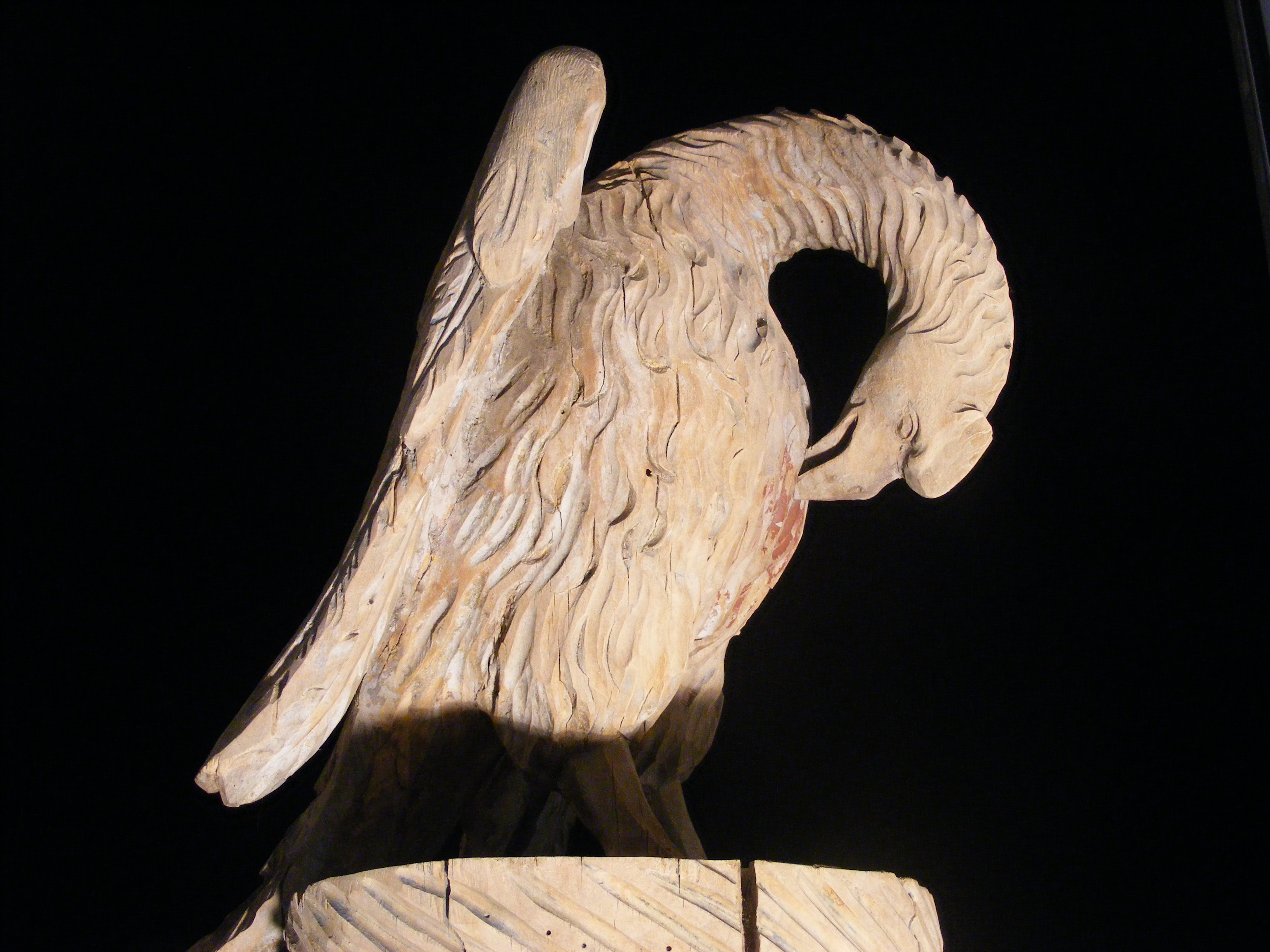
Sculptura Pie pelicane din 1744, care făcea parte din patrimoniul bisericii
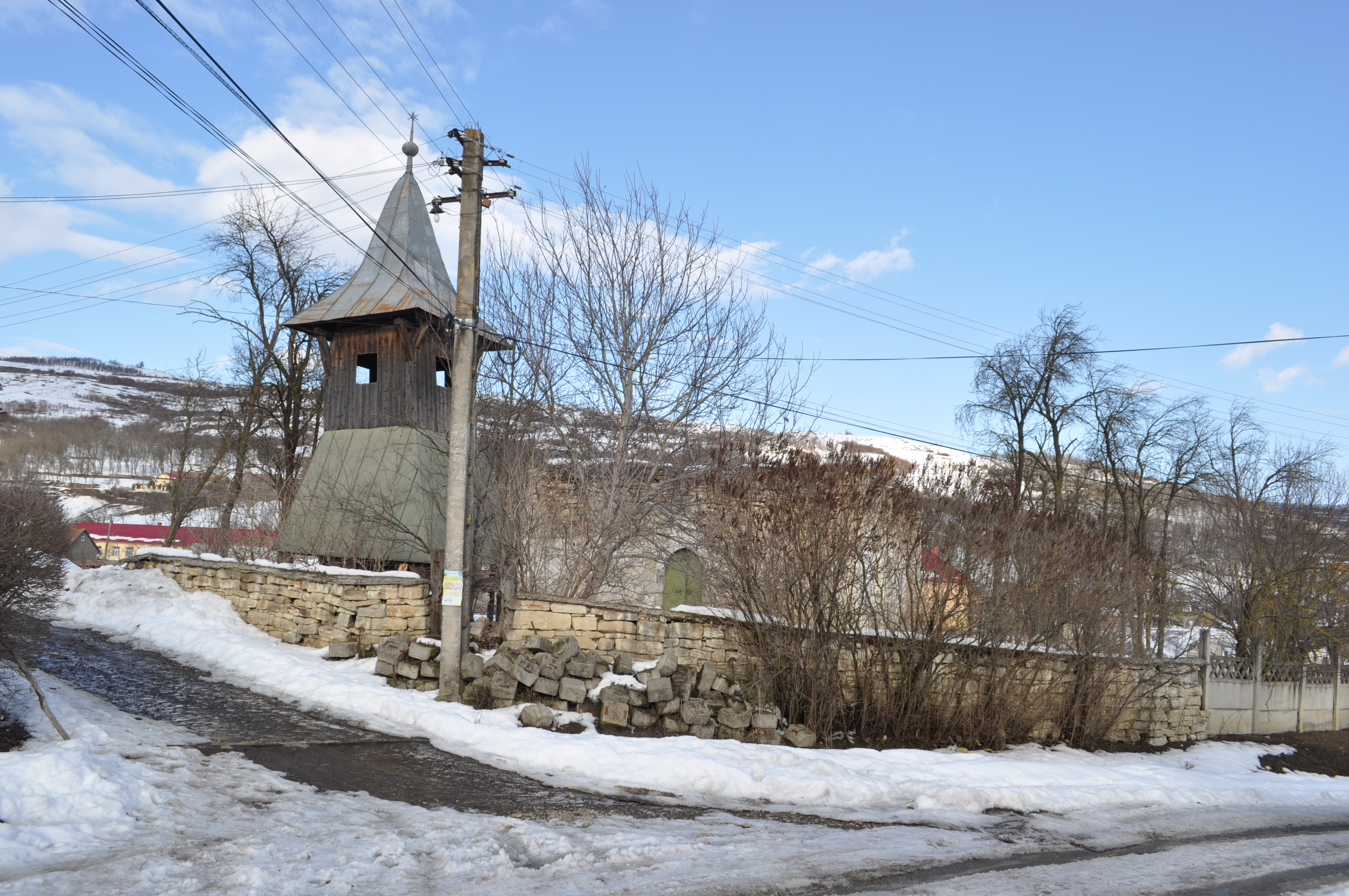
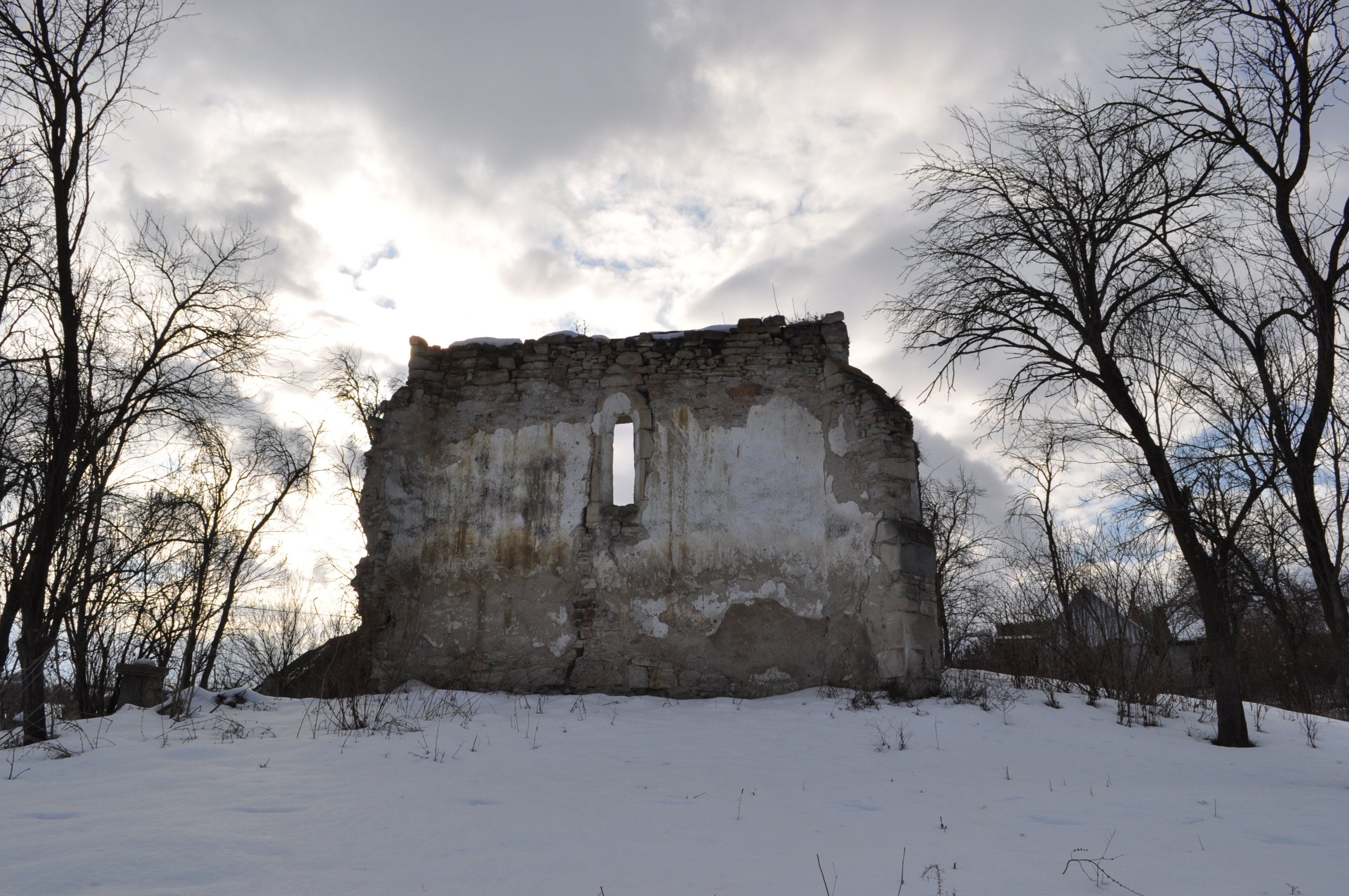
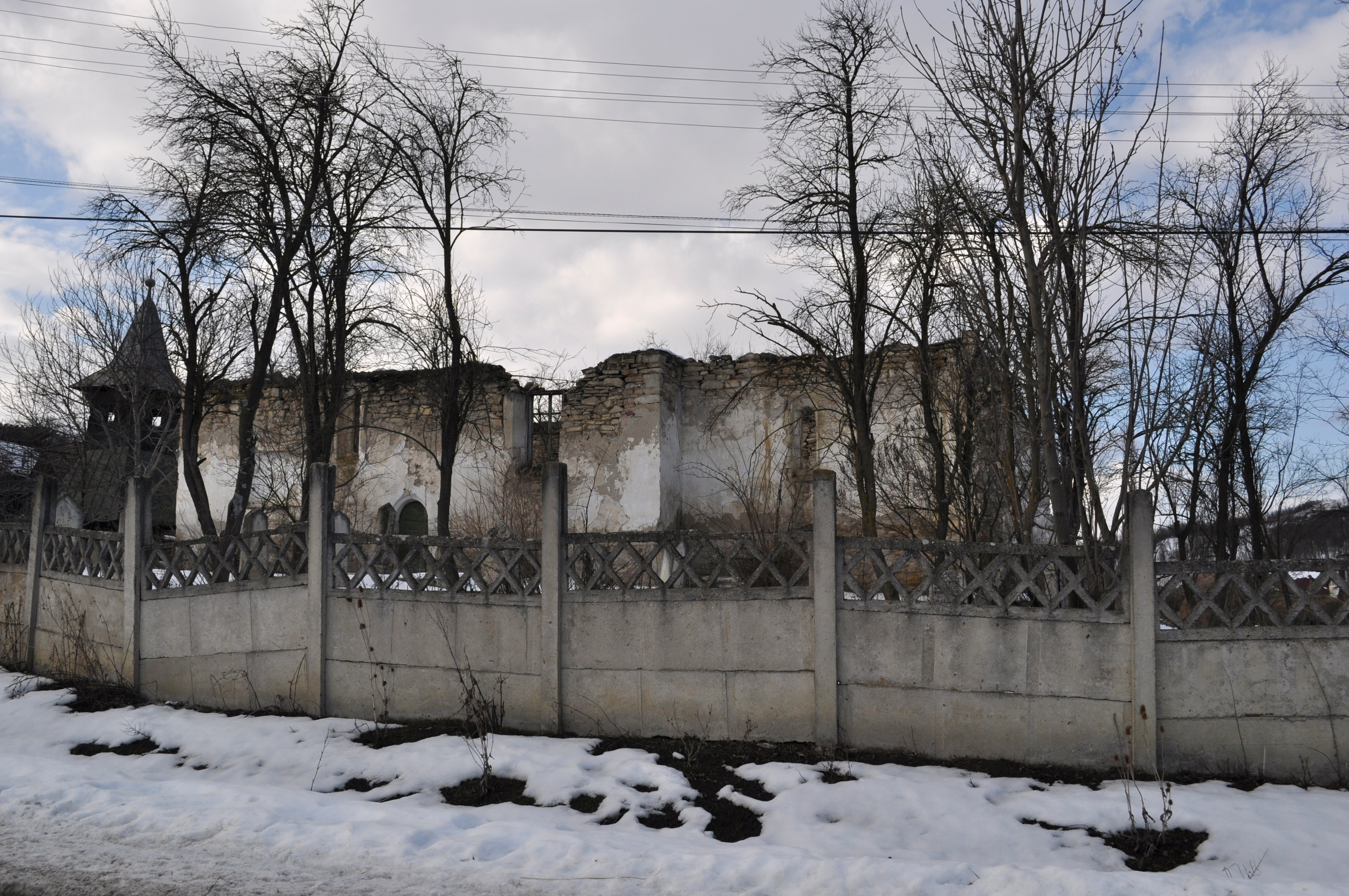
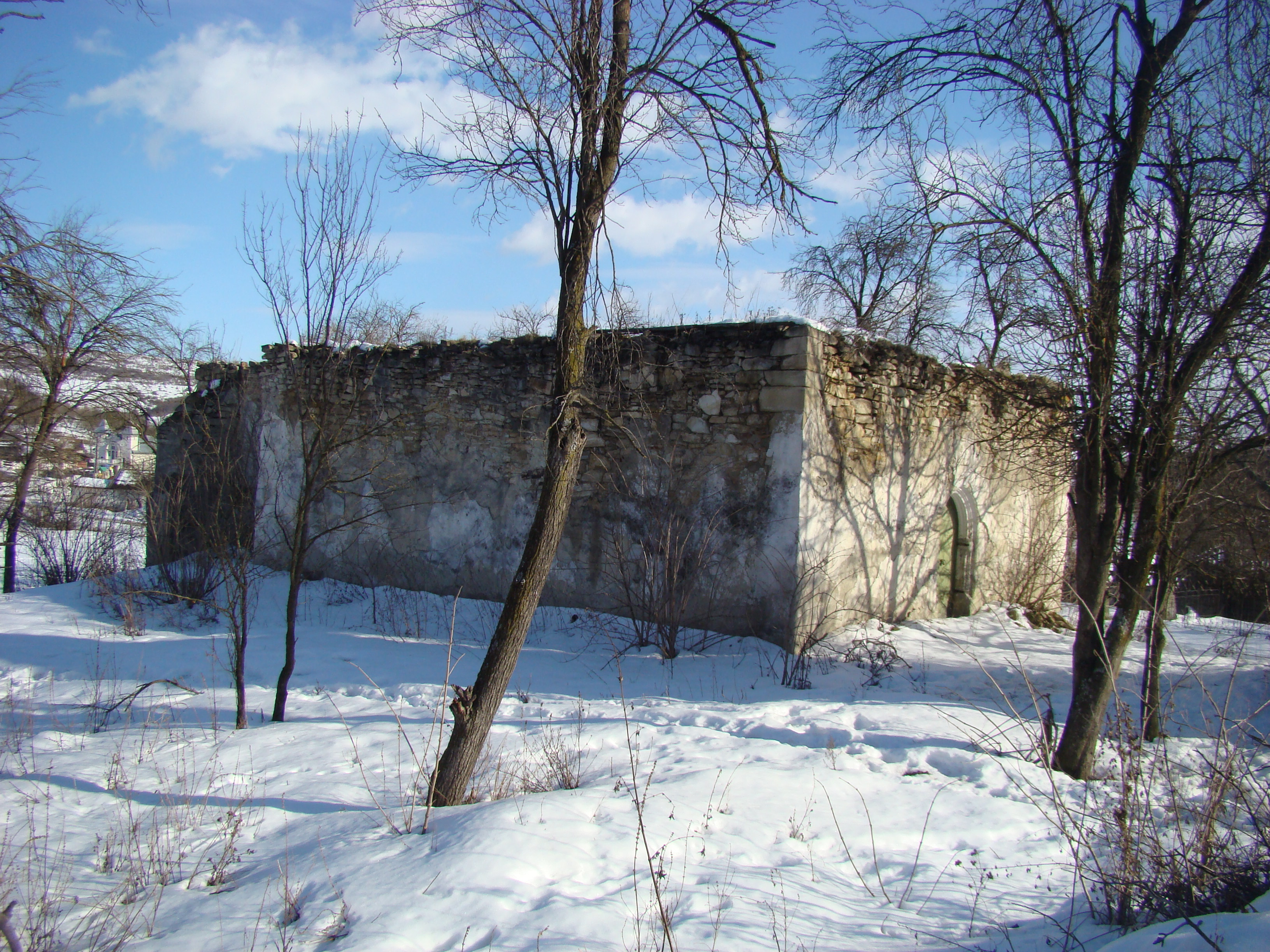
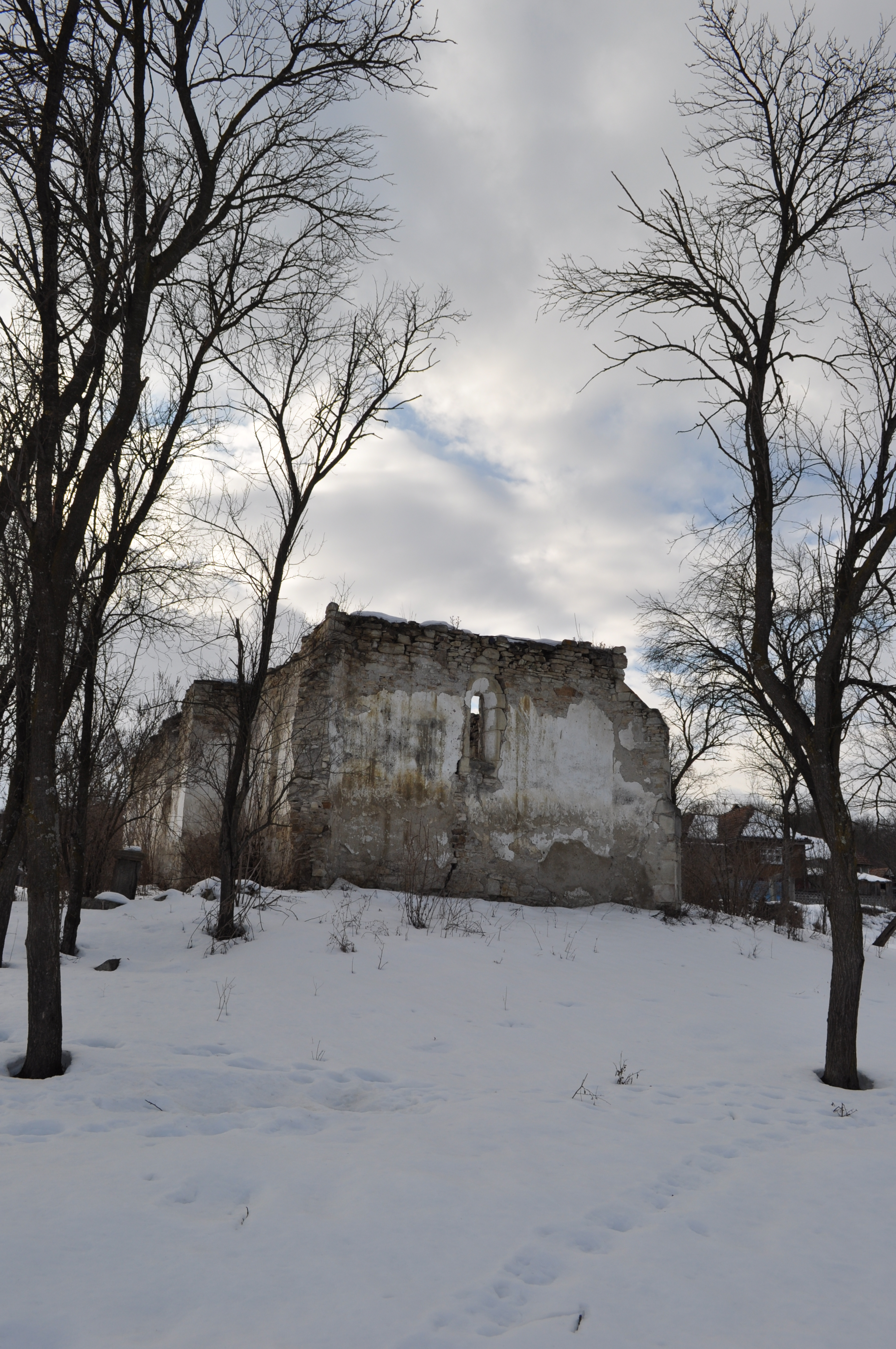
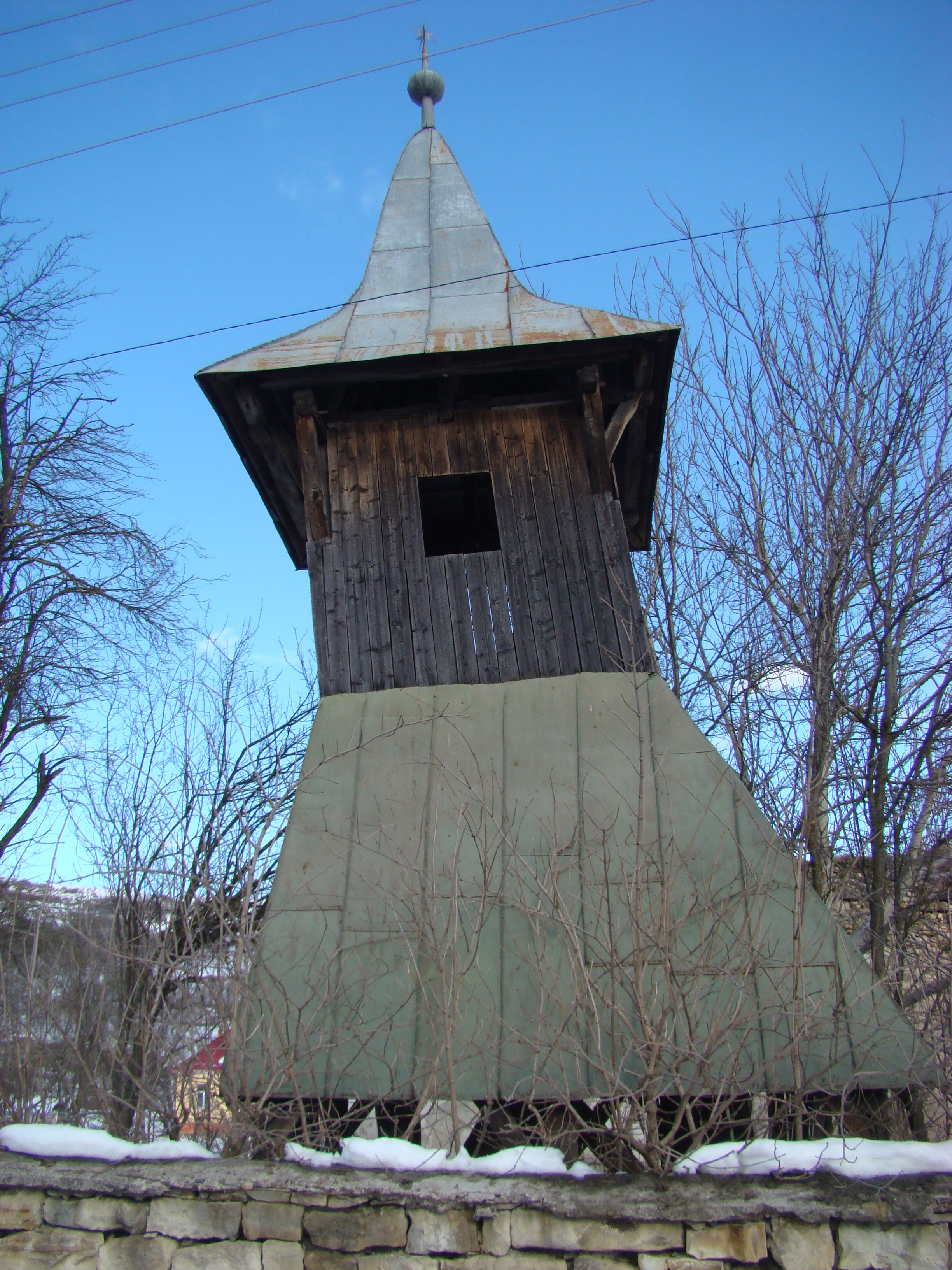
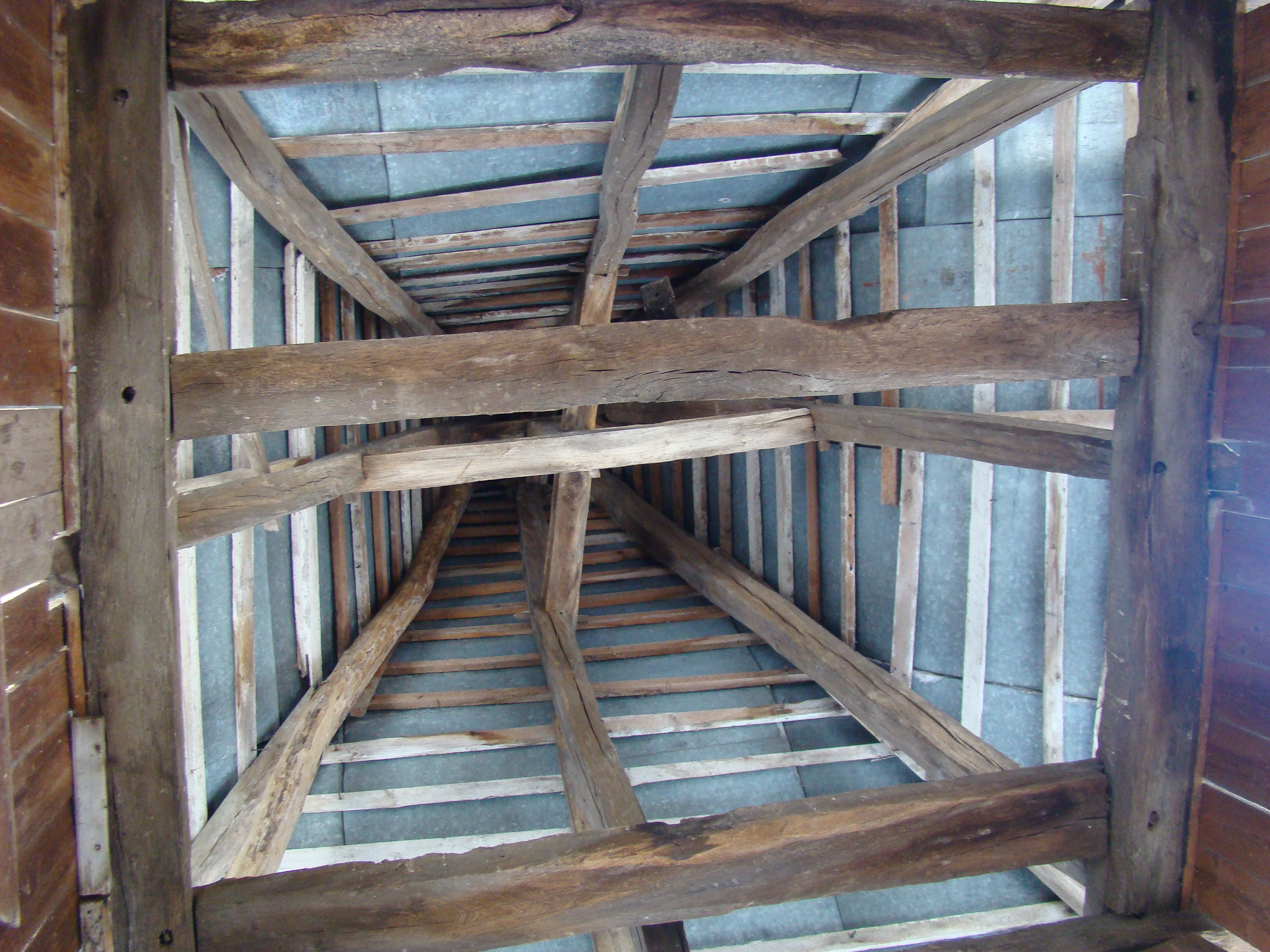
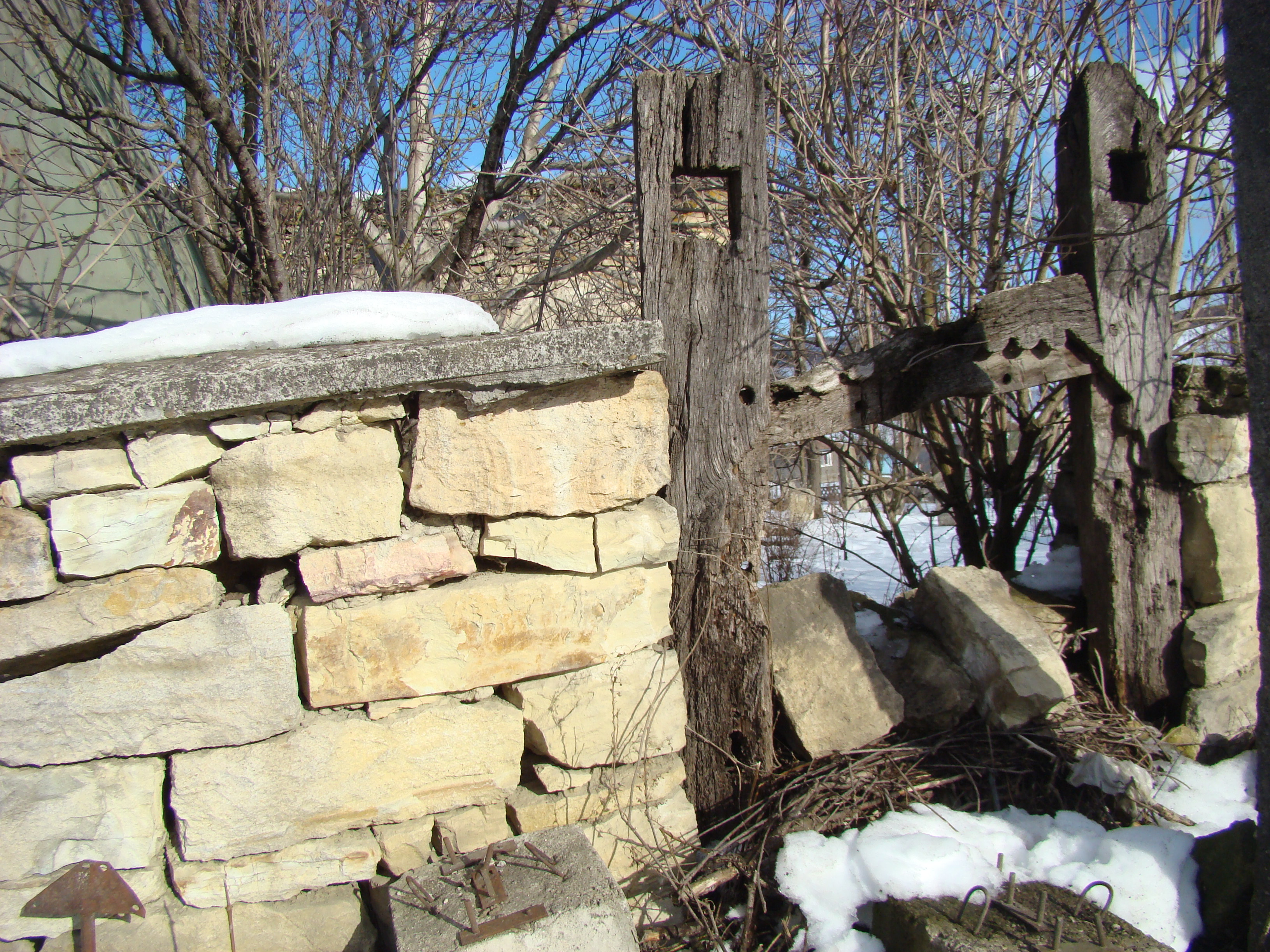
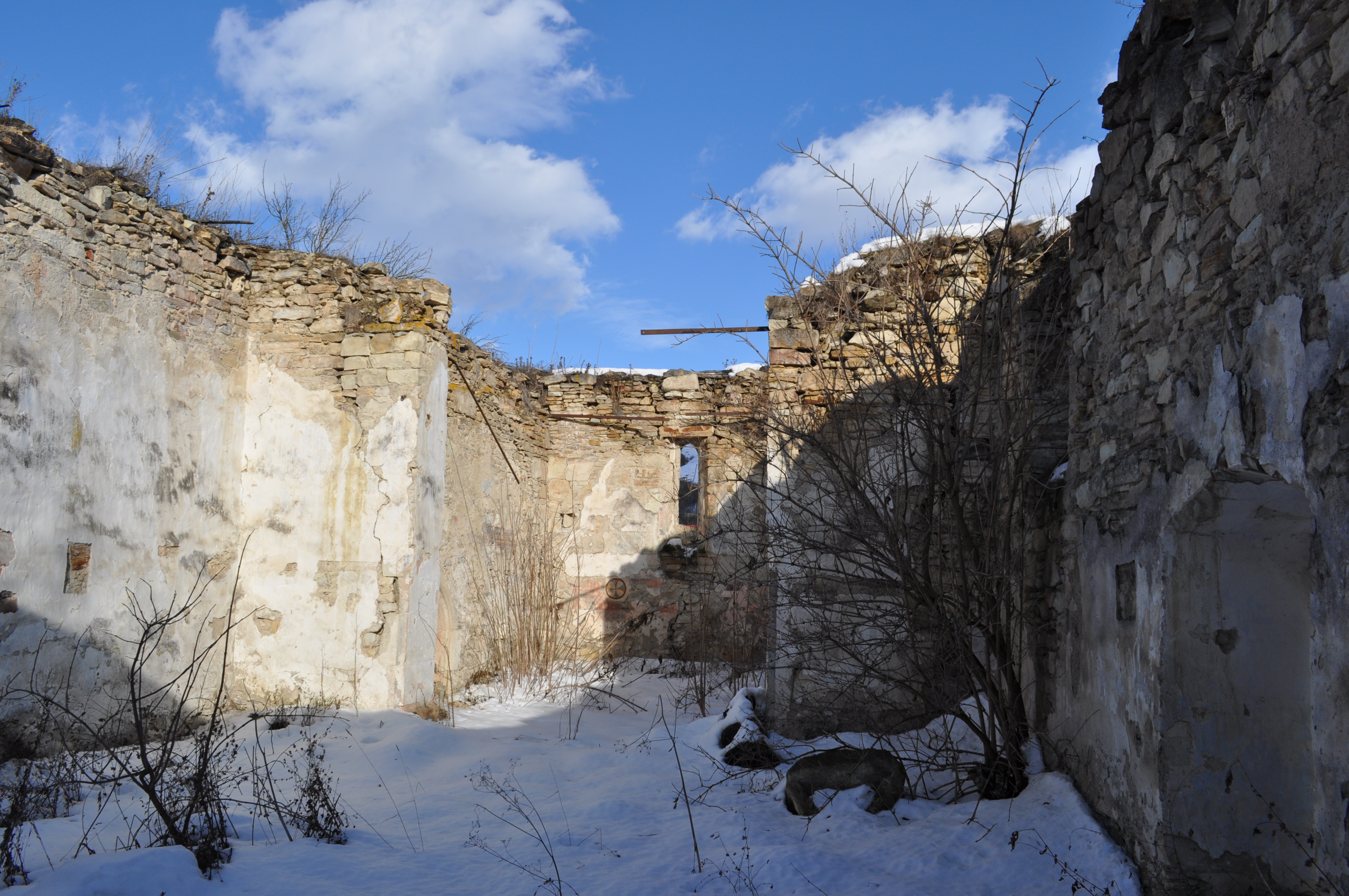
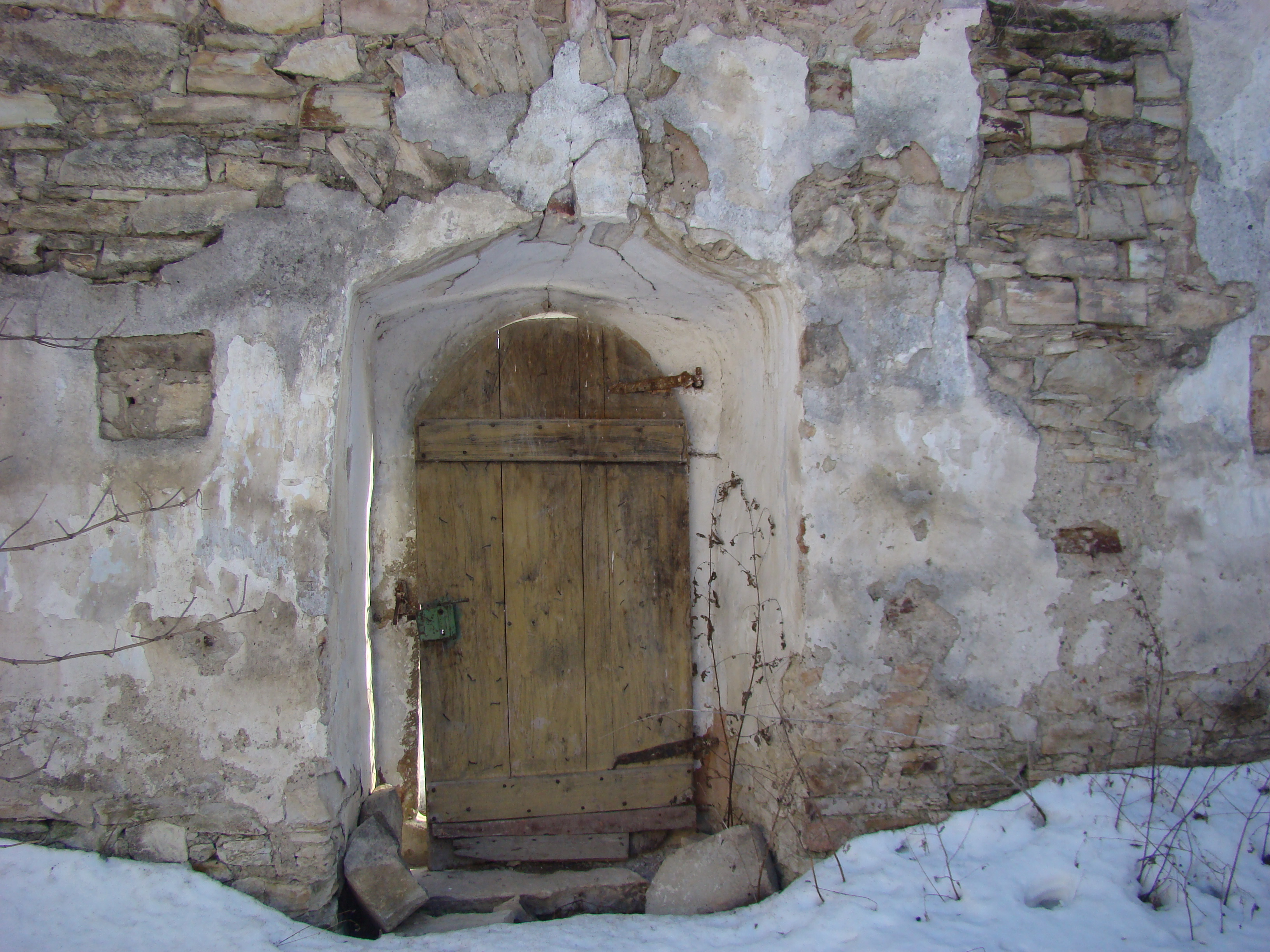
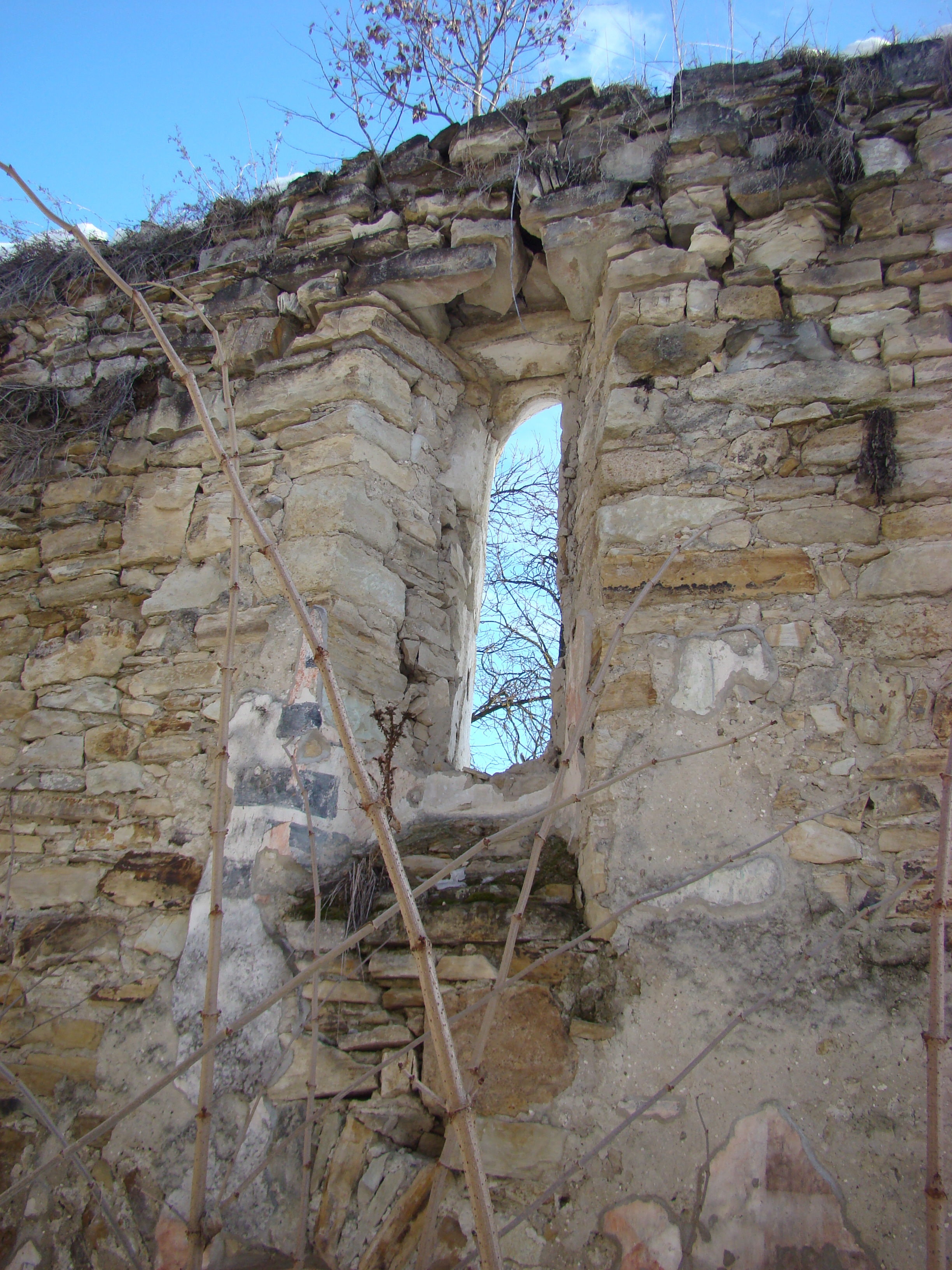
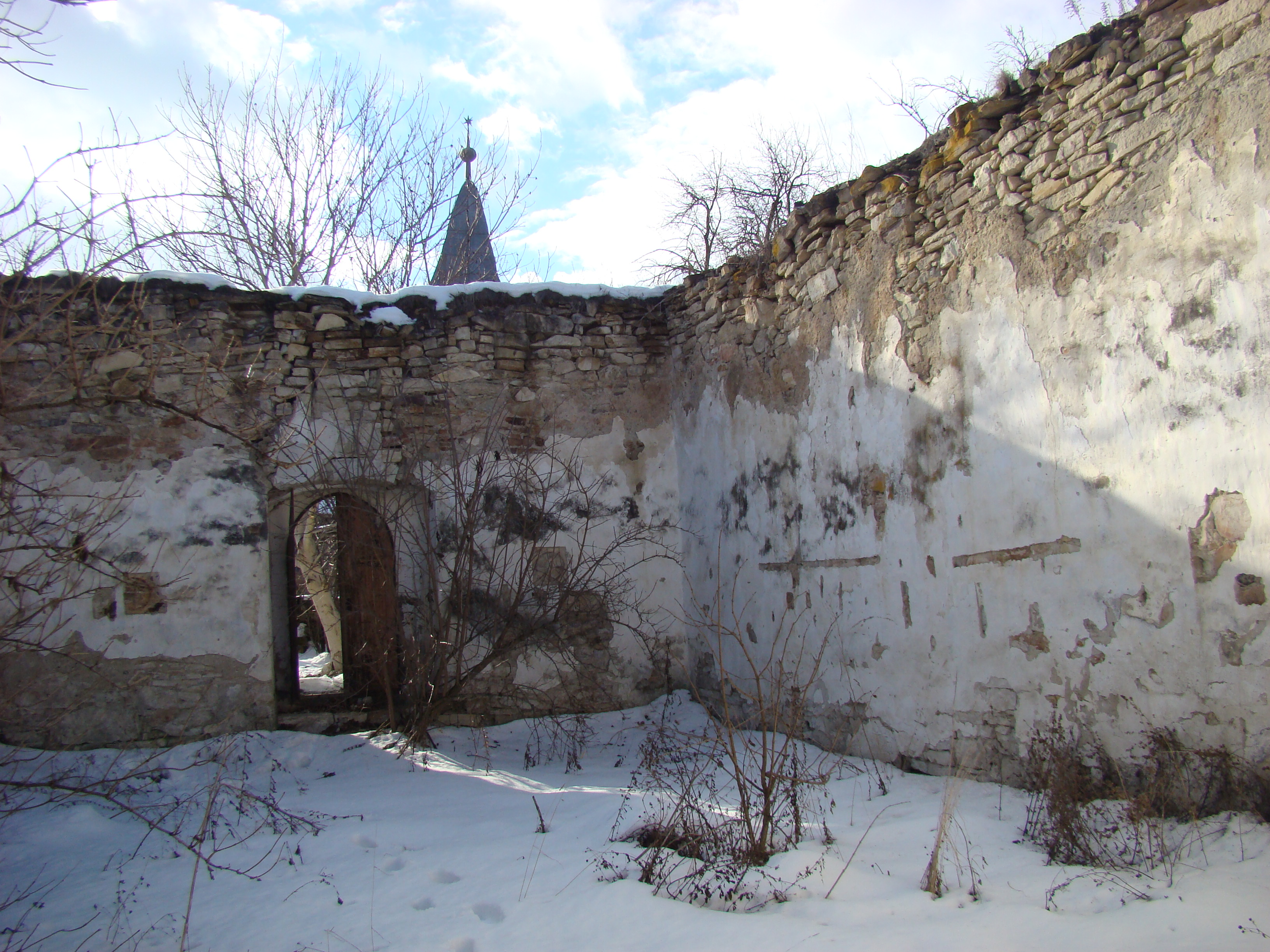
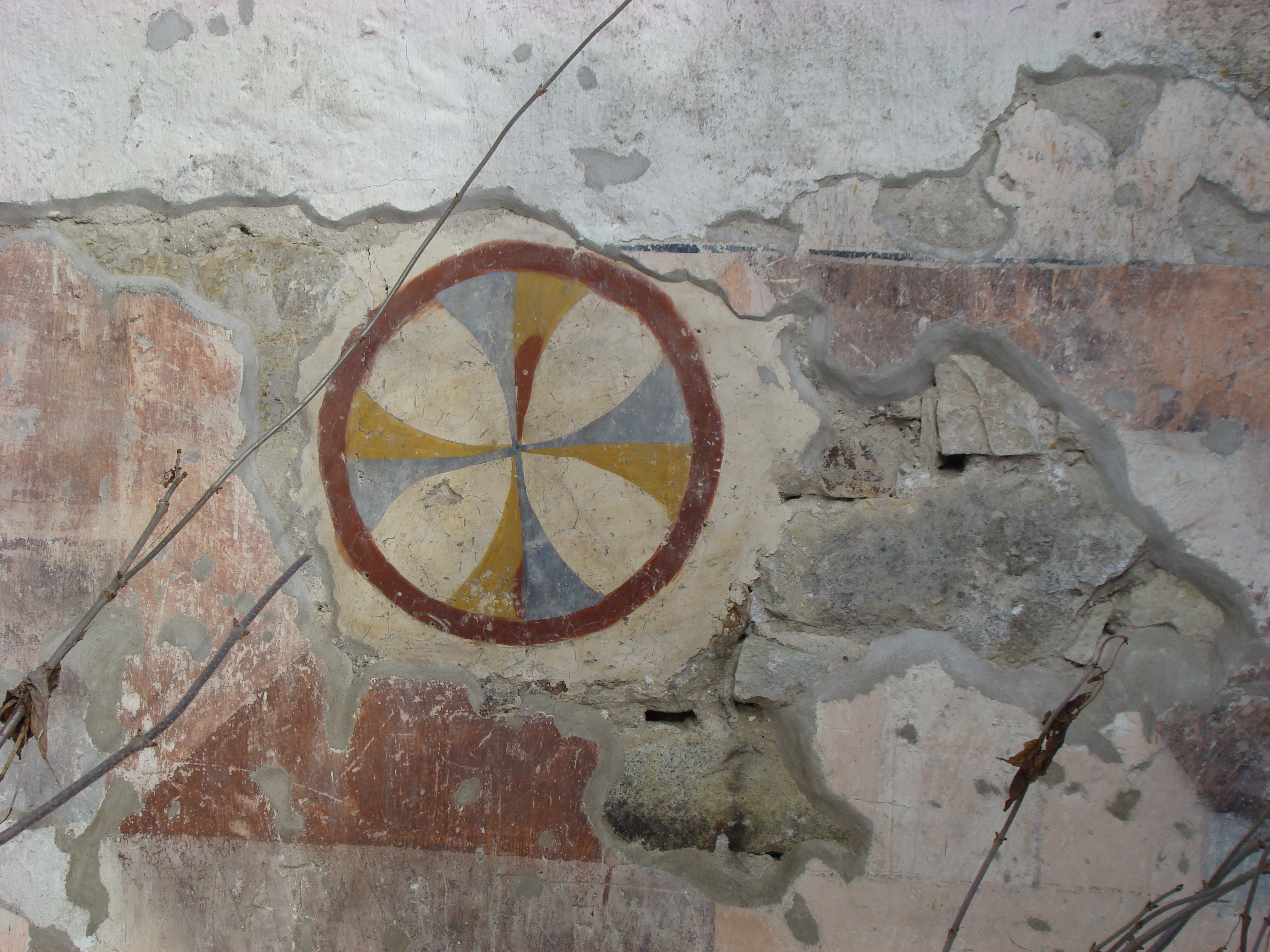
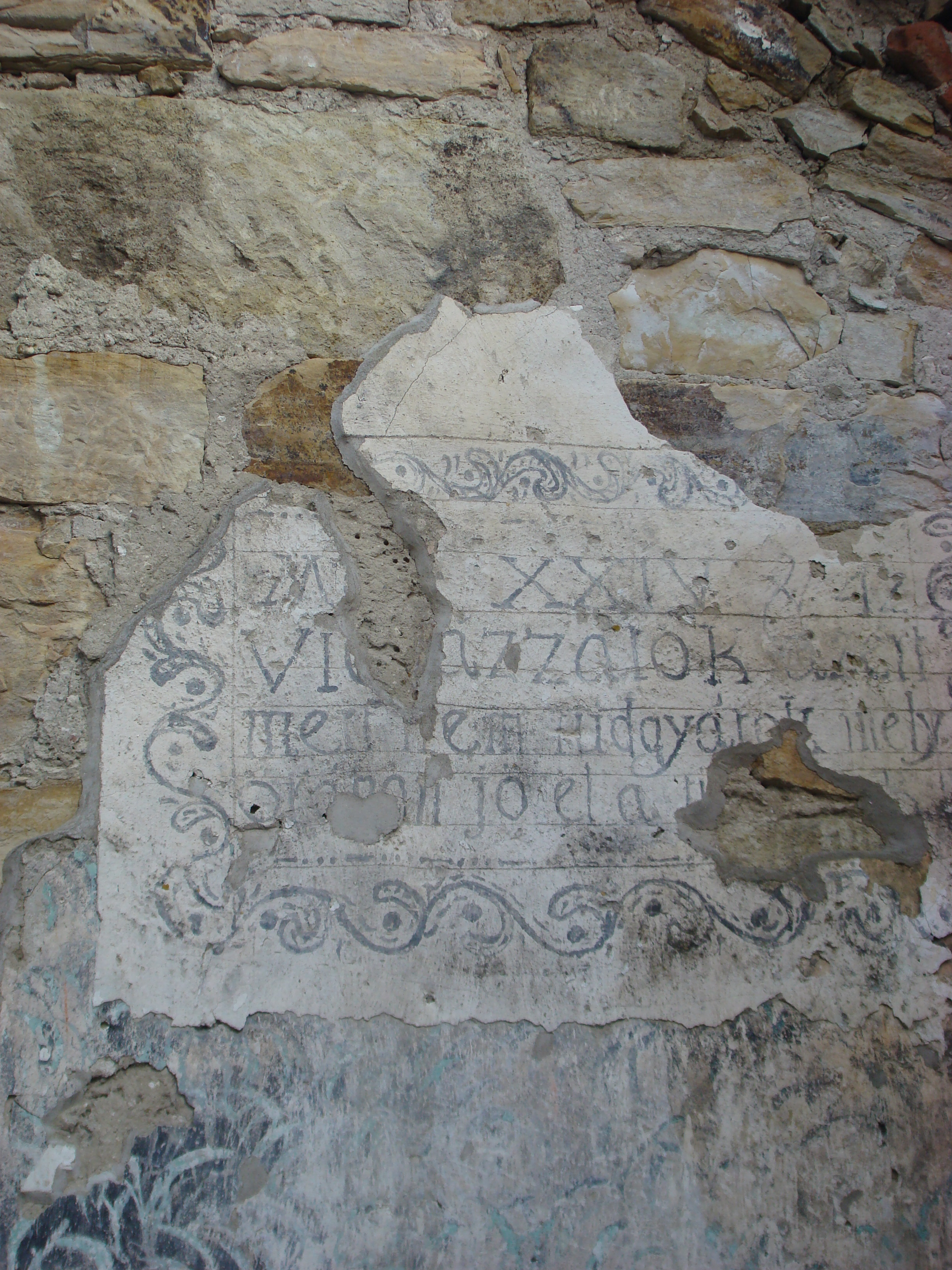
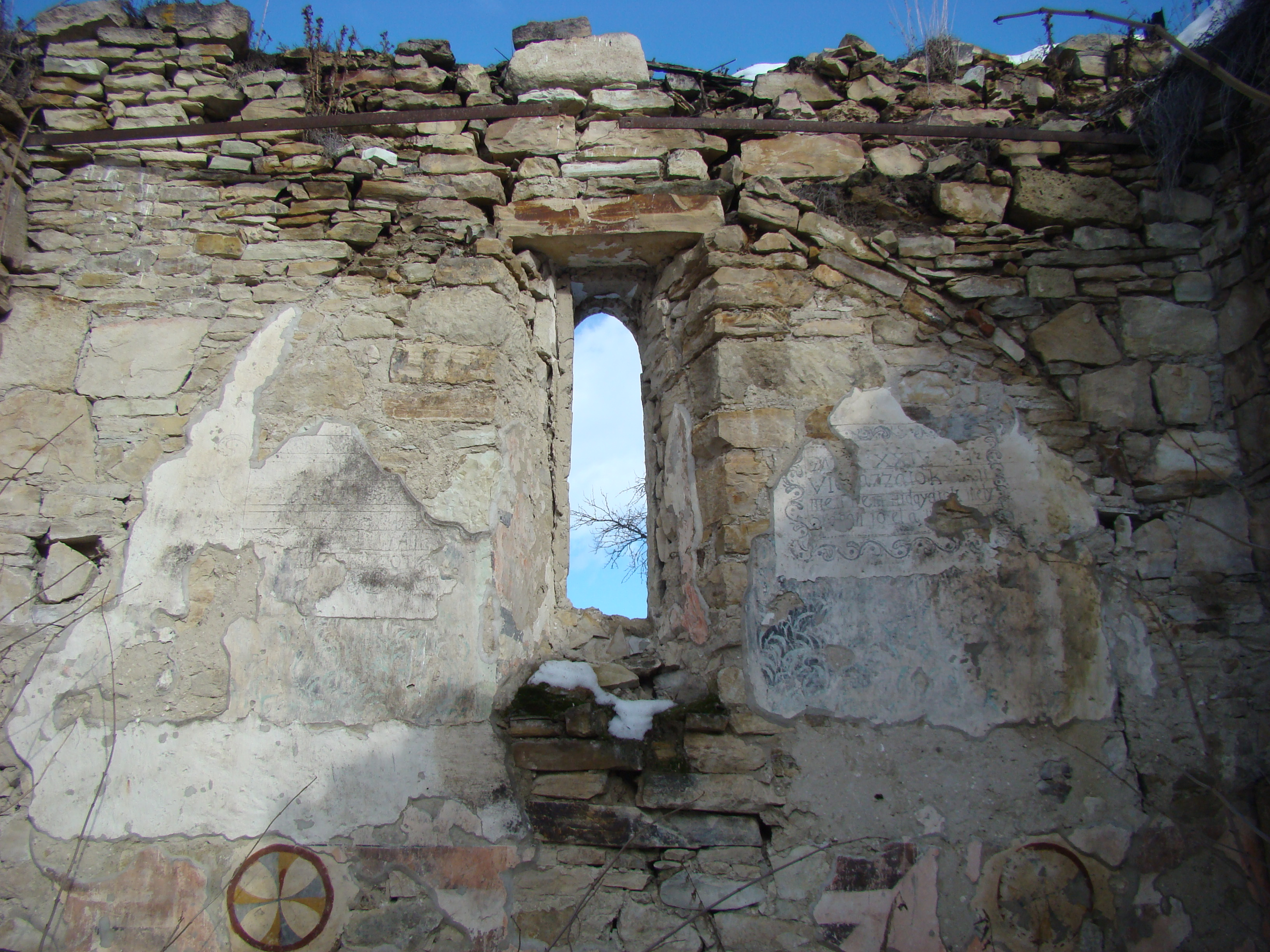
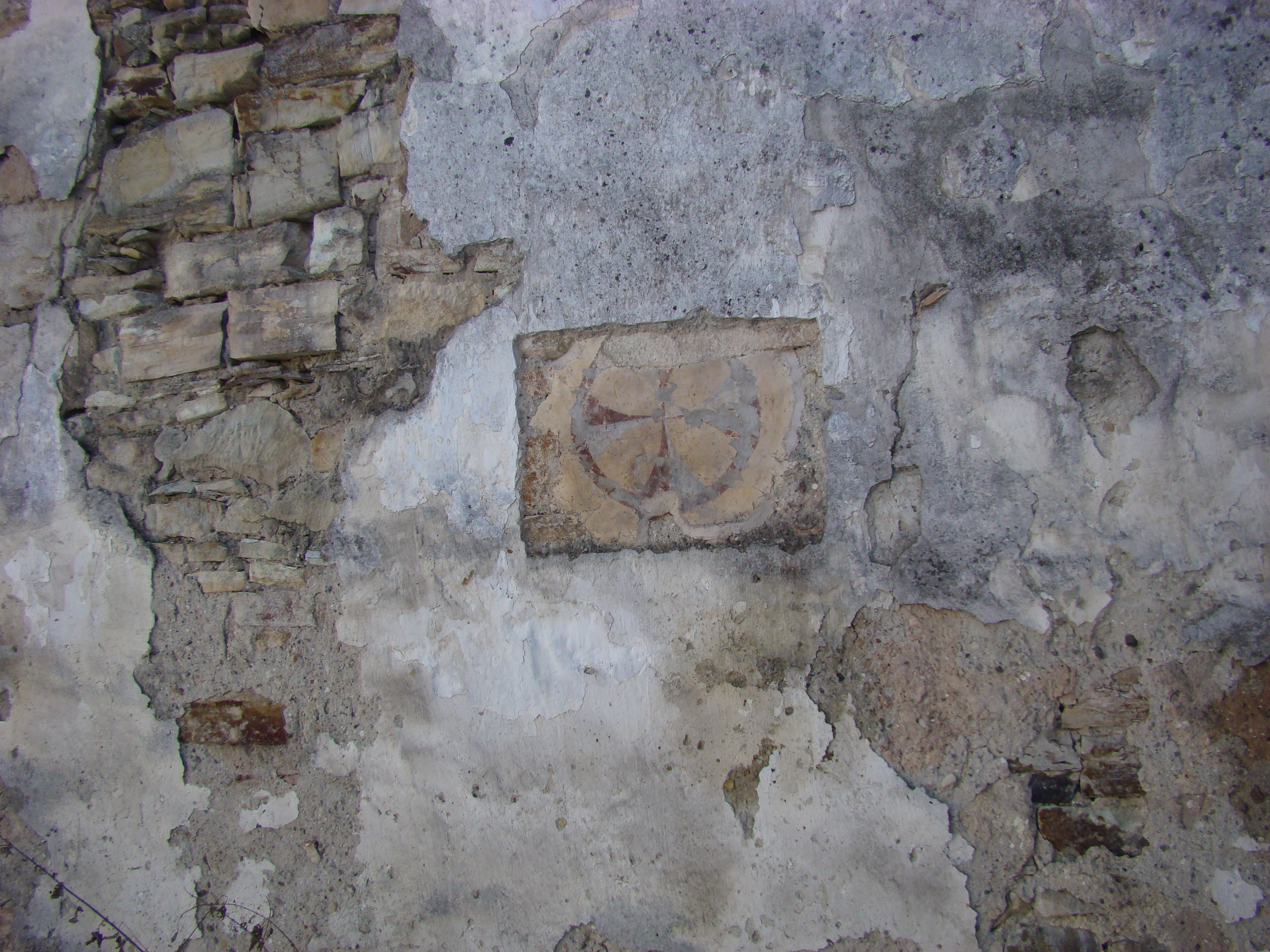
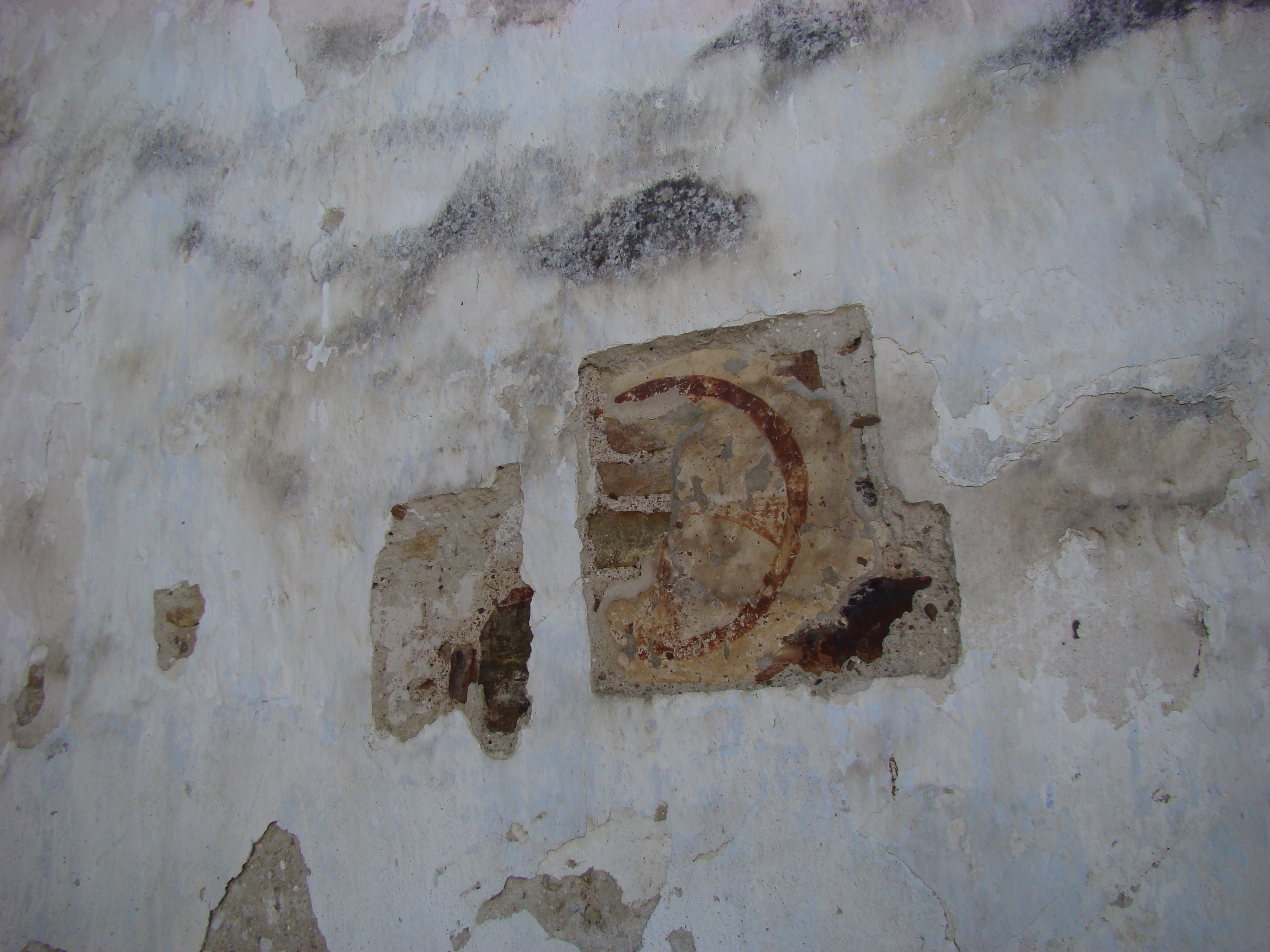
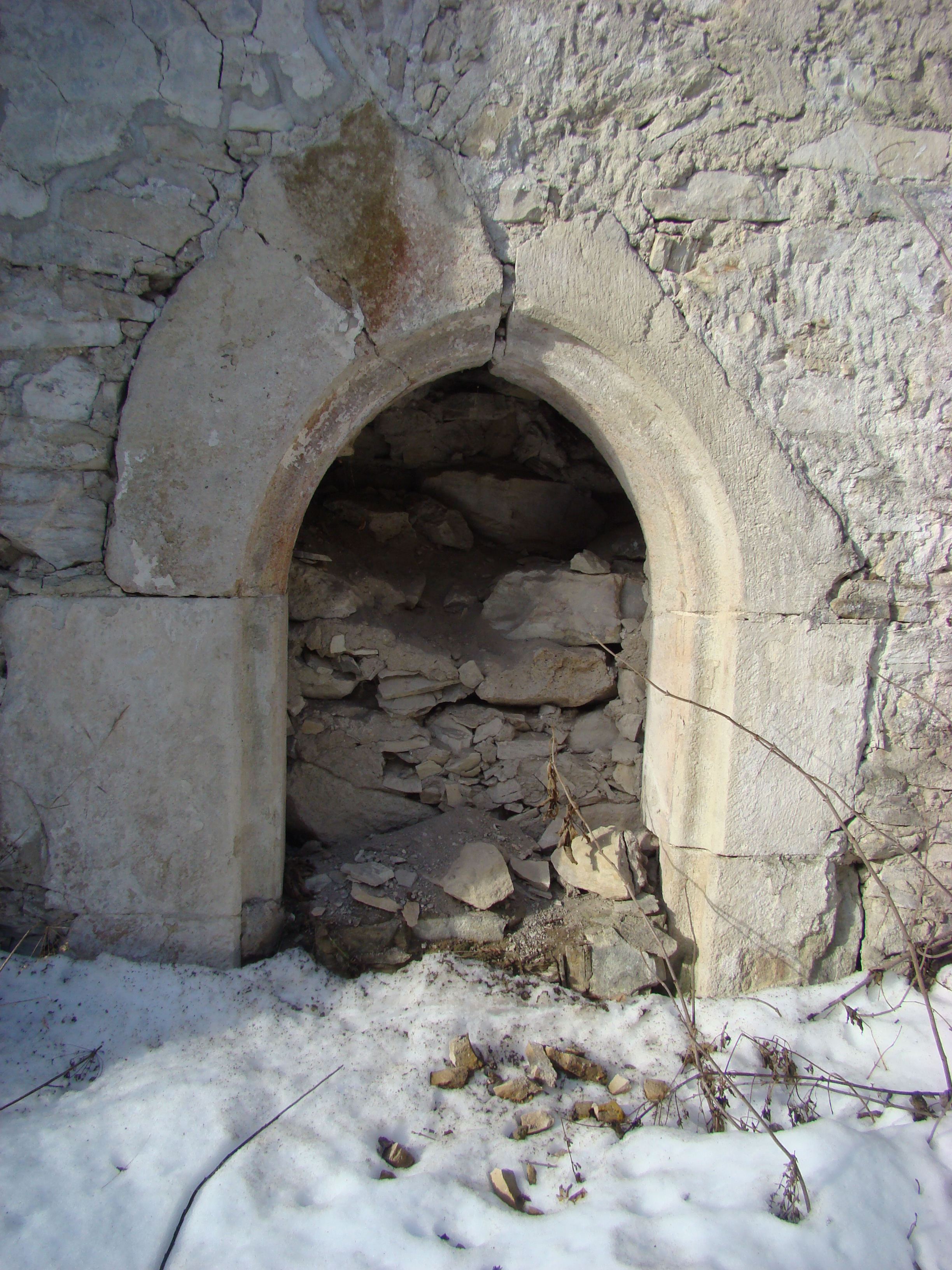
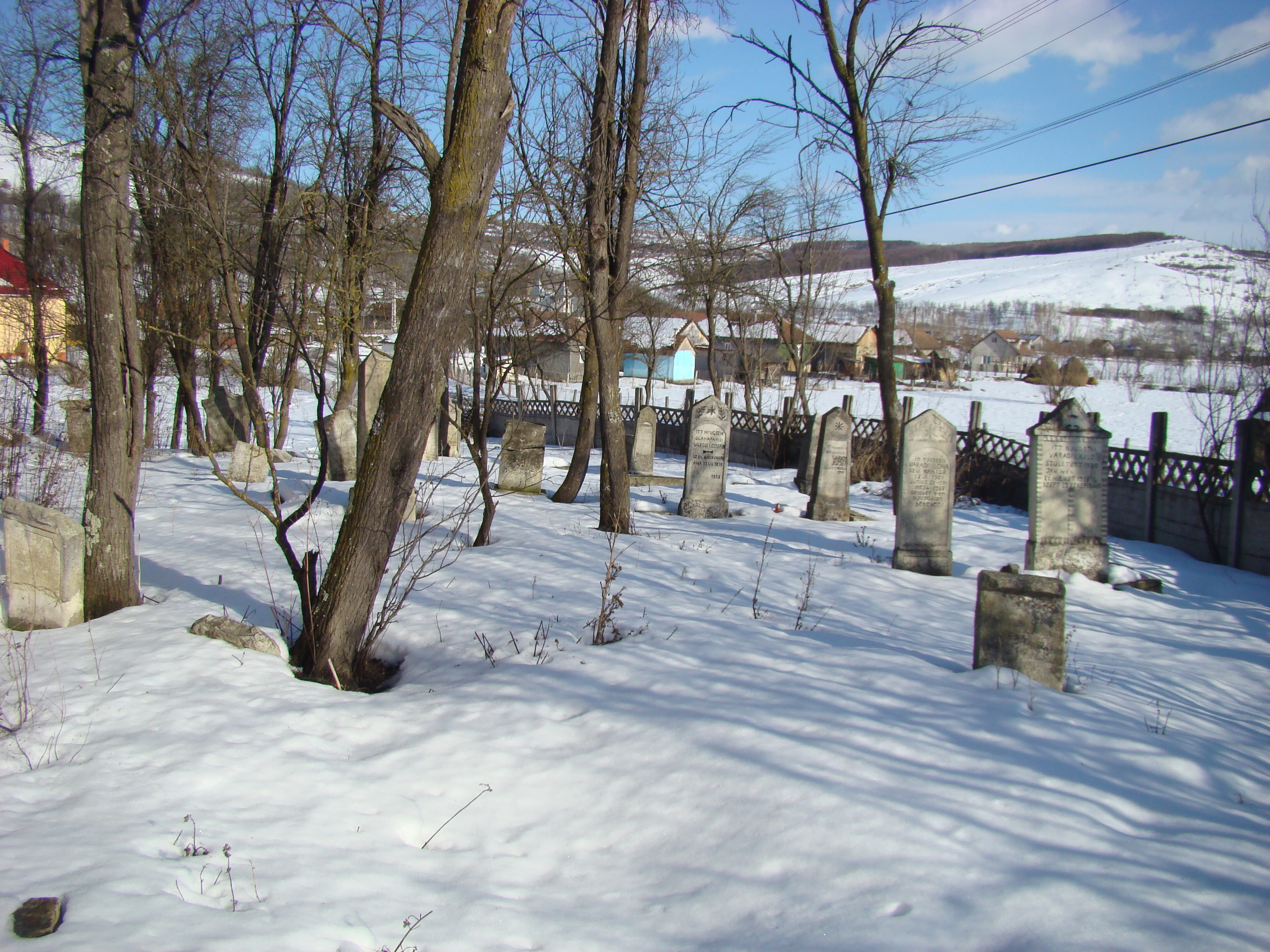
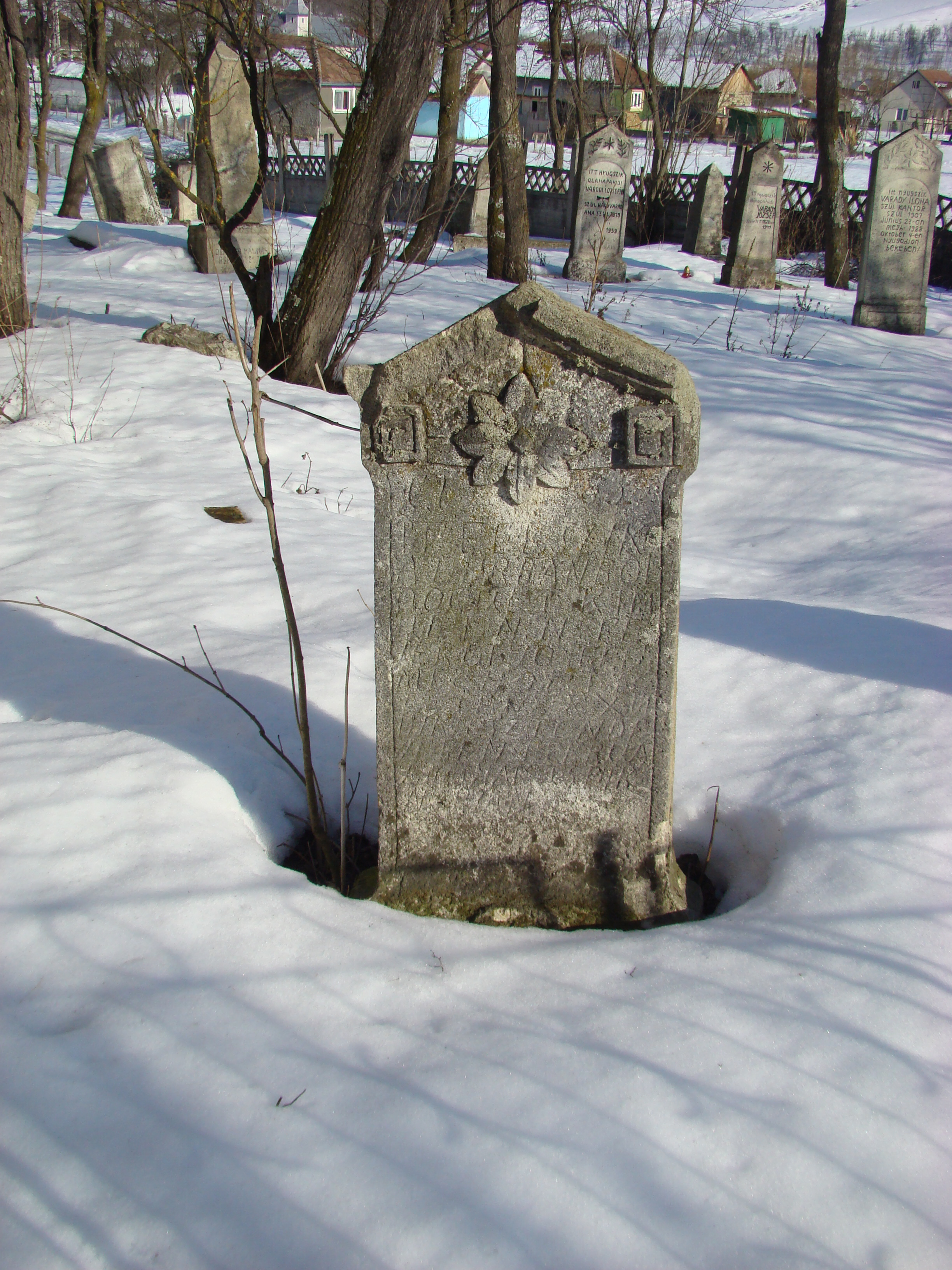
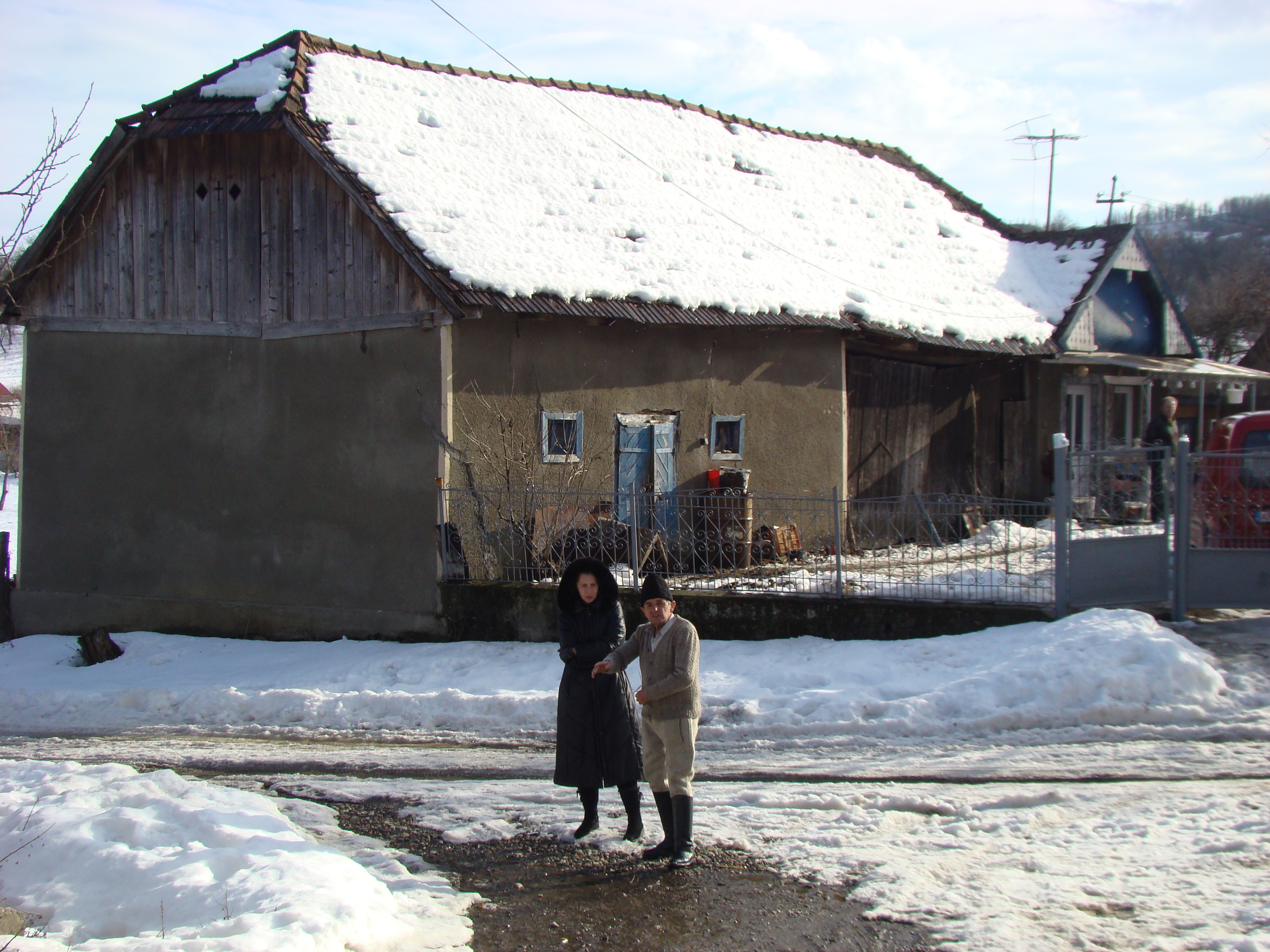